# Gouania corylifolia
Gouania corylifolia är en brakvedsväxtart som beskrevs av Giuseppe Raddi. Gouania corylifolia ingår i släktet Gouania och familjen brakvedsväxter. Inga underarter finns listade i Catalogue of Life.